# Grouard
Grouard (o Grouard Mission) è una frazione (hamlet) della contea di Big Lakes, nell'Alberta (Canada).
Appartiene alla divisione censuaria No. 17. Ha costituito municipalità autonoma fino al 1944.
Prende il nome dal vescovo Émile Grouard, missionario degli Oblati di Maria Immacolata, vicario apostolico della regione.
È sede arcivescovile cattolica (arcidiocesi di Grouard-McLennan).